# Вегета
Вегета е универсална подправка от сол и сушени зеленчуци. Произвежда се от хърватската фирма „Подравка“ със седалище в Копривница. Много е популярна на територията на Балканите.
Състав на Вегета: готварска сол (max 56%), сушен зеленчук (15,5%) (морков, пащърнак, лук, целина, магданоз-листо), овкусители (натриев глутамат (max 15%), динатриев инозинат), захар, царевично нишесте, оцветител (рибофлавин).
| Енергийна стойност | 583 kJ (137 kcal) |
| Белтъчини          | 8,5 g             |
| Въглехидрати       | 24,5 g            |
| Мазнини            | 0,6 g             |

Създадена е в лабораториите на „Подравка“ под ръководството на учената от босненско-хърватски произход Злата Бартъл. Производството на Вегета стартира през 1959 г., като бележи връх през 1995 г., когато са произведени 26 000 тона. През 2008 г. се е изнасяла в 30 страни. От 2006 г. започва да се произвежда в различни варианти.